# Thorkel Møller
Thorkel Luplau Møller (født 28. juli 1868 i Sorø, død 21. december 1946 i Aarhus) var en dansk arkitekt, der særligt var aktiv i Aarhus, hvor hans byggerier stadig præger byen.
Møller var oprindeligt udlært murer og blev uddannet arkitekt fra Kunstakademiets Arkitektskole i 1898. Han var ansat hos Hack Kampmann og Martin Nyrop, men kom i 1900 til Jydske Landboforeninger. Senere blev han selvstændig. Fra 1924 til sin død var han tilsynsførende ved Marselisborg Slot. Stilistisk arbejdede han inden for nationalromantikken og senere nybarokken.
I 1902 udstillede han på Charlottenborgs Forårsudstilling.

## Værker

### I Aarhus
- Villa Arnak for fabrikant John Wied (1899, 1904)[1][2]
- Trøjborg Bryggeri (1900-07)
- Telefon- og bladkiosk (1900, nu opstillet i Den Gamle By)
- Villa Aros, Strandvejen 102 (1901, indrettet til Rudolf Steiner-skole 1956)[3]
- Hotel Royal (sammen med Eggert Achen, 1901, ombygget 1930)
- Aarhus Elektriske Sporvej: Remise (1904, schalburgteret 1944 og nedrevet) samt villa for sporvejsdirektøren (1906) og administrationsbygning, Dalgas Avenue 56 (1907-08)[4][5]
- Villa Nybo, Skovvangsvej 250 (1905)[6]
- Villa Rosenpalæet for kreditforeningsdirektør, etatsråd Hans Nielsen, Niels W. Gades Vej 9 (1906)[7]
- Sankt Josephs Hospital (1907)
- Ejendommen Bispehus, hjørnet af Skolegade og Skolegyde (1908)[8]
- Bikuben, Mejlgade (1909)
- Boligejendom, Assensgade 34 (1910)
- Marselisborg Hospital (1911-13)
- Ny jydske Kjøbstad-Creditforening, nu Realkredit Danmark, Emanuel Sejrs Gade, Aarhus (1911-12, sammen med Eggert Achen)
- Marselisborg Studentergård (1914)
- Stationerne på Hammel-Thorsø Jernbane (1914, nedlagt 1956)[9]
- Lejligheder, Marselisborg Allé 30 B (1915)
- Kontorbygning for FDB, Vestergade (1916-17)
- Folketeatret (1922, nedlagt, senere bank)
- Jydsk Dampvaskeri Viktoria, ombygget 1933 til brug for Det danske Missionsforbund (1923)[10]
- Storkarréen Teglgaarden for Arbejdernes Andels Boligforening (1921-1927, sammen med Vilhelm Puck)[11]
- Boligbebyggelse, Mejlgade 71 (1929)
- Købmands- og Haandværkerbanken, Store Torv 12 (1934)
- Belysningsvæsnets administrationsbygning (1937)

### Andetsteds
- Grenaa Handels- og Landbrugsbank (1904)
- Middelfart Præstegård (1905)
- Ebeltoft Præstegård (1908)
- Vejle Præstegård (1908)
- Rekreationshjemmet Sixtus, Middelfart (1911)
- Sabro Alderdomshjem (1919)
- En række kraftstationer og transformatortårne i Jylland
- Udstillingsbygninger m.m. ved de årlige ungskuer, Skanderborg

### Konkurrencer
- Christiansgades Skole, Aarhus (1. præmie 1989, men opgaven gik til Carl Harild)[12]